# Non nobis

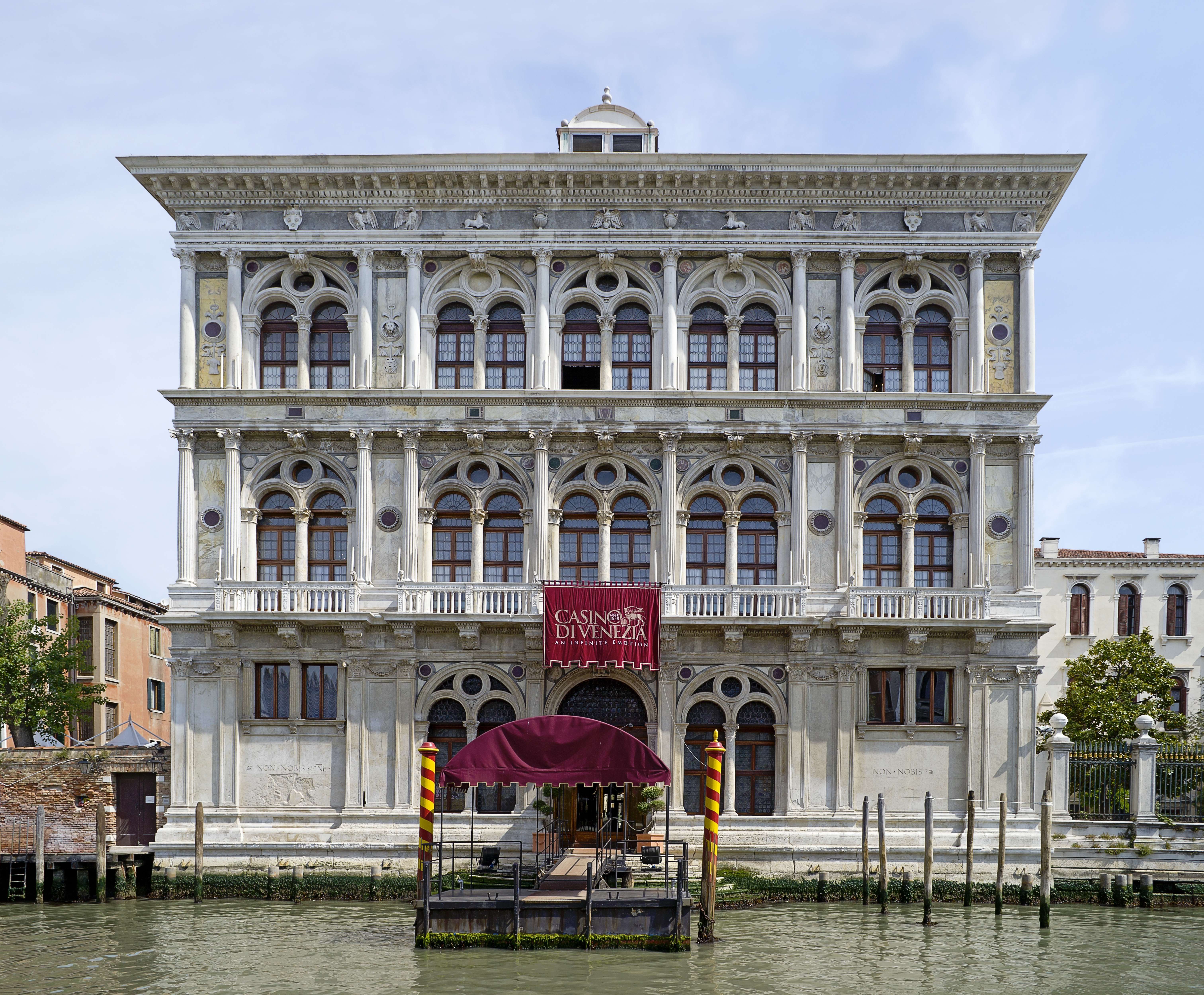
La expresión latina está inscrita en la fachada de la Ca' Vendramin Calergi, un palacio renacentista del siglo XV construido para Andrea Loredan. El versículo se convirtió así en el lema de la familia Loredan en su conjunto.

«Non nobis» es el íncipit y título convencional de un breve himno cristiano en latín utilizado como oración de acción de gracias y expresión de humildad. 
El texto latino es de la traducción de la Vulgata del Libro de los Salmos, Salmo 113:9 en la numeración de la Vulgata / griega (Salmo 115:1 en la numeración hebrea): Nōn nōbīs, Domine, nōn nōbīs, sed nōminī tuō dā glōriam (en español: «No a nosotros, Señor, no a nosotros, sino a tu nombre da la gloria»).

## Historia

### Medieval
Como parte del Salmo 113 («In exitu Israel»), se recitaba litúrgicamente como parte de la vigilia pascual, y los celebrantes se arrodillaban en un gesto de humillación cuando llegaban a este versículo.
Se informó que la bandera de guerra de los Caballeros Templarios, Baucent, nombre de la bandera de guerra (vexillum belli) utilizada por los Caballeros Templarios en los siglos XII y XIII, había sido inscrita con este versículo.

### Renacimiento
Jean Mouton (c. 1459-1522) compuso un motete con un texto que comienza con el Non nobis para celebrar el nacimiento de Renata de Francia, hija de Luis XII y Ana de Bretaña en 1510.[cita requerida]
«Non nobis Domine» se conoce ahora en forma de un canon del siglo XVI derivado de dos pasajes del motete «Aspice Domine» (a5) del laudista y compositor neerlandés Philip van Wilder, que trabajó en la corte inglesa desde 1520 hasta su muerte en 1554. El motete de Van Wilder contiene los dos motivos relacionados que aparentemente fueron extraídos del motete por un músico posterior durante el reinado de Isabel I para formar el tema del canon. Aunque los dos pasajes no se escuchan consecutivamente, están vinculados, ya que ambos establecen la frase del texto «non est qui consoletur» («no hay quien la consuele»), que presumiblemente era el texto al que se cantaba originalmente el canon. 

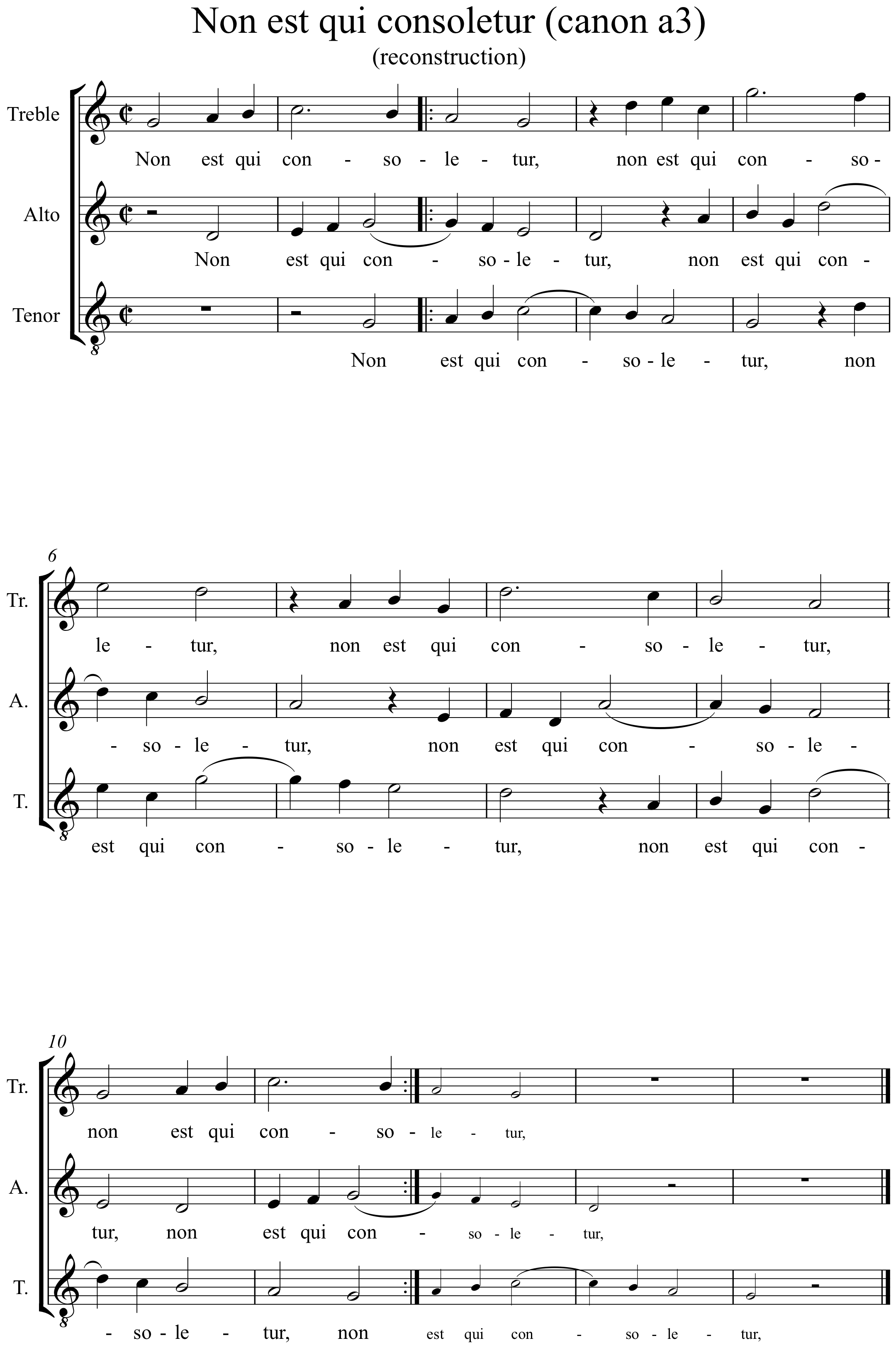
El canon «Non est qui consoletur» (reconstrucción)

El motete de Van Wilder se cantaba mucho en los círculos isabelinos recusantes y se conserva en hasta siete manuscritos Tudor. Sirvió de modelo para el famoso Civitas sancti tui (Ne irascaris Domine Parte II) de Byrd. Un factor de su popularidad fue, sin duda, su texto, un responsorio del Breviario Romano y del Breviario de Sarum que se cantaba durante las semanas previas al Adviento. Lamenta la desolación de la Ciudad Santa en un lenguaje derivado de Jeremías:

Aspice Domine, quia facta est desolata civitas plena divitiis, sedet in tristitia domina gentium: non est qui consoletur eam, nisi tu Deus noster (2) Plorans ploravit in nocte, et lacrimae eius in maxillis eius. «Non est qui consoletur» eam, nisi tu Deus noster.

[Traducción:] He aquí, Señor, que la ciudad, antaño llena de riquezas, está devastada, y la que gobernaba a los pueblos está sentada en la tristeza: no hay nadie que la consuele sino tú, nuestro Dios. (2) Lloró amargamente en la noche, y sus lágrimas estaban en sus mejillas: no hay nadie que la consuele sino tú, nuestro Dios.

Los textos de este tipo (que también aparecen ampliamente en los motetes penitenciales y políticos de Byrd de la década de 1580) fueron ampliamente leídos por la comunidad recusante isabelina en términos contemporáneos como expresiones de nostalgia católica por el antiguo orden religioso. El canon «Non est qui consoletur» fue probablemente cantado ampliamente en círculos recusantes con las mismas connotaciones. Aunque esta versión no ha sobrevivido en forma escrita, el tema del canon era lo suficientemente simple como para haber sido memorizado y transmitido oralmente.

### Período moderno temprano
La siguiente etapa en el desarrollo del canon fue una sustitución de texto herético que ocurrió a principios del siglo XVII. Esto queda claro en la fuente notada más antigua conocida, el llamado Bull MS (también conocido como Tisdale's Virginal Book)
En el acto IV, escena 8, de Enrique V, Shakespeare hace que el rey proclame el canto tanto del Non nobis como del Te Deum tras la victoria en la batalla de Agincourt. El canon se canta en la película de 1944 de Enrique V (protagonizada por Laurence Olivier) y también en la película de 1989 del mismo título (protagonizada por Kenneth Branagh), aunque ahora sabemos que la versión retextualizada no existía ya en 1599, cuando se escribió la obra. No hay ninguna indicación en la obra que indique el canto de «Non nobis Domine», pero si Shakespeare tenía en mente un escenario específico, probablemente pensaba anacrónicamente en una melodía de salmo protestante. Sin embargo, en la «Crónica» de Hall (1542), «Non nobis» se canta como parte del salmo completo, presumiblemente al canto llano o faburden.
Cuando el rey había atravesado el campo y no vio resistencia ni aparición de ningún francés salvando los cadáveres, hizo que se tocara la retirada y reunió a todo su ejército, a las dos y media de la tarde. Y primero para dar gracias a Dios todopoderoso, dador y tributador de esta gloriosa victoria, hizo que sus prelados y capellanes cantaran primero este salmo In exitu Israel de Egipto, ordenando a cada hombre que se arrodillara en el suelo en este versículo. Non nobis domine, non nobis, sed nomini tuo da gloriam, que en español quiere decir: No a nosotros, Señor, no a nosotros, sino a tu nombre sea dada la gloria: lo cual hecho, hizo que se cantara el Te Deum con ciertos himnos, dando alabanzas y alabanzas a Dios, y no jactándose ni alardeando de sí mismo ni de su poder humano.

### Historia moderna
En Inglaterra, el canon pasó a formar parte del repertorio de los glee club en los siglos XVIII y XIX, y tradicionalmente se ha cantado como una bendición en las cenas públicas. En el siglo XX, la bendición se decía o cantaba antes de todas las comidas en la St Paul's Cathedral School, Londres, y la bendición de los domingos y días festivos era el canon Non Nobis cantado. En la época moderna, Michael Tippett lo ha citado en su Shires Suite (1970).
Para la adaptación cinematográfica de 1989 de la obra de Shakespeare Enrique V, interpretada por Kenneth Branagh, Patrick Doyle compuso (y cantó) una versión completamente diferente que adaptaba ligeramente las palabras.